# Maidenhead (valkrets)

Valkretsen i Berkshire.

Maidenhead är en av de 650 valkretsarna till det brittiska underhuset i Storbritannien. Sedan 1997 sitter Theresa May (konservativ) som ledamot för Maidenhead. Valkretsen skapades 1997.

## Ledamöter
|  | Val  | Kandidat    | Parti                |
|  | ---- | ----------- | -------------------- |
|  | 1997 | Theresa May | Konservativa partiet |

## Val 2010–2019
| Parlamentsvalet 2019: Maidenhead                                                              | Parlamentsvalet 2019: Maidenhead | Parlamentsvalet 2019: Maidenhead | Parlamentsvalet 2019: Maidenhead | Parlamentsvalet 2019: Maidenhead |
| --------------------------------------------------------------------------------------------- | -------------------------------- | -------------------------------- | -------------------------------- | -------------------------------- |
|                                                                                               |                                  |                                  |                                  |                                  |
| Partier                                                                                       | Andel                            |                                  | Antal                            |                                  |
| Konservativa partiet                                                                          | 57,7 %                           |                                  | 32620                            |                                  |
| Konservativa partiet                                                                          | -7,0 %                           |                                  | -5098                            |                                  |
| Liberaldemokraterna                                                                           | 24,4 %                           |                                  | 13774                            |                                  |
| Liberaldemokraterna                                                                           | +13,2 %                          |                                  | +7234                            |                                  |
| Labour                                                                                        | 14,0 %                           |                                  | 7882                             |                                  |
| Labour                                                                                        | -5,4 %                           |                                  | -3379                            |                                  |
| Green                                                                                         | 3,9 %                            |                                  | 2216                             |                                  |
| Green                                                                                         | +2,4 %                           |                                  | +1309                            |                                  |
| Valdeltagande                                                                                 | 73,7 %                           |                                  | 56492                            |                                  |
| Valdeltagande                                                                                 | -2,7 %                           |                                  | -1747                            |                                  |
| Kandidater: CON: Theresa May, LDM: Joshua Reynolds, LAB: Patrick McDonald, GRN: Emily Tomalin |                                  |                                  |                                  |                                  |

| Parlamentsvalet 2017: Maidenhead                                                                          | Parlamentsvalet 2017: Maidenhead | Parlamentsvalet 2017: Maidenhead | Parlamentsvalet 2017: Maidenhead | Parlamentsvalet 2017: Maidenhead |
| --- | -------------------------------- | -------------------------------- | -------------------------------- | -------------------------------- |
| |                                  |                                  |                                  |                                  |
| Partier                                                                                                   | Andel                            |                                  | Antal                            |                                  |
| Konservativa partiet                                                                                      | 64,8 %                           |                                  | 37718                            |                                  |
| Konservativa partiet                                                                                      | −1,0 %                           |                                  | +2265                            |                                  |
| Labour | 19,3 %                           |                                  | 11261                            |                                  |
| Labour | +7,4 %                           |                                  | +4867                            |                                  |
| Liberaldemokraterna                                                                                       | 11,2 %                           |                                  | 6540                             |                                  |
| Liberaldemokraterna                                                                                       | +1,3 %                           |                                  | +1203                            |                                  |
| Green | 1,6 %                            |                                  | 907                              |                                  |
| Green | −2,0 %                           |                                  | -1008                            |                                  |
| UKIP | 1,5 %                            |                                  | 871                              |                                  |
| UKIP | −6,9 %                           |                                  | -3668                            |                                  |
| Övriga partier                                                                                            | 1,6 %                            |                                  | 942                              |                                  |
| Övriga partier                                                                                            | +1,2 %                           |                                  | +725                             |                                  |
| Valdeltagande                                                                                             | 76,4 %                           |                                  | 58239                            |                                  |
| Valdeltagande                                                                                             | +3,8 %                           |                                  | +4384                            |                                  |
| Kandidater: CON: Theresa May, LAB: Patrick McDonald, LDM: Tony Hill, GRN: Derek Wall, UKIP: Gerard Batten |                                  |                                  |                                  |                                  |

| Parlamentsvalet 2015: Maidenhead                                                                          | Parlamentsvalet 2015: Maidenhead | Parlamentsvalet 2015: Maidenhead | Parlamentsvalet 2015: Maidenhead | Parlamentsvalet 2015: Maidenhead |
| --- | -------------------------------- | -------------------------------- | -------------------------------- | -------------------------------- |
| |                                  |                                  |                                  |                                  |
| Partier                                                                                                   | Andel                            |                                  | Antal                            |                                  |
| Konservativa partiet                                                                                      | 65,8 %                           |                                  | 35453                            |                                  |
| Konservativa partiet                                                                                      | +6,4 %                           |                                  | +3516                            |                                  |
| Labour | 11,9 %                           |                                  | 6394                             |                                  |
| Labour | +4,8 %                           |                                  | +2599                            |                                  |
| Liberaldemokraterna                                                                                       | 9,9 %                            |                                  | 5337                             |                                  |
| Liberaldemokraterna                                                                                       | −18,3 %                          |                                  | -9831                            |                                  |
| UKIP | 8,4 %                            |                                  | 4539                             |                                  |
| UKIP | +6,1 %                           |                                  | +3296                            |                                  |
| Green | 3,6 %                            |                                  | 1915                             |                                  |
| Green | +2,7 %                           |                                  | +1433                            |                                  |
| Övriga partier                                                                                            | 0,4 %                            |                                  | 217                              |                                  |
| Övriga partier                                                                                            | -0,1 %                           |                                  | -53                              |                                  |
| Valdeltagande                                                                                             | 72,6 %                           |                                  | 53855                            |                                  |
| Valdeltagande                                                                                             | −1,1 %                           |                                  | +135                             |                                  |
| Kandidater: CON: Theresa May, LAB: Charlie Smith, LDM: Tony Hill, UKIP: Herbie Crossman, GRN: Emily Blyth |                                  |                                  |                                  |                                  |

| Parlamentsvalet 2010: Maidenhead                                                                                        | Parlamentsvalet 2010: Maidenhead | Parlamentsvalet 2010: Maidenhead | Parlamentsvalet 2010: Maidenhead | Parlamentsvalet 2010: Maidenhead |
| --- | -------------------------------- | -------------------------------- | -------------------------------- | -------------------------------- |
| |                                  |                                  |                                  |                                  |
| Partier | Andel                            |                                  | Antal                            |                                  |
| Konservativa partiet | 59,5 %                           |                                  | 31937                            |                                  |
| Konservativa partiet | +7,6 %                           |                                  | +8625                            |                                  |
| Liberaldemokraterna | 28,2 %                           |                                  | 15168                            |                                  |
| Liberaldemokraterna | −8,0 %                           |                                  | -1913                            |                                  |
| Labour | 7,1 %                            |                                  | 3795                             |                                  |
| Labour | −2,1 %                           |                                  | -349                             |                                  |
| UKIP | 2,3 %                            |                                  | 1243                             |                                  |
| UKIP | +0,9 %                           |                                  | +634                             |                                  |
| BNP | 1,5 %                            |                                  | 825                              |                                  |
| BNP | +0,1 %                           |                                  | +121                             |                                  |
| Green | 0,9 %                            |                                  | 482                              |                                  |
| Green | +0,9 %                           |                                  | +482                             |                                  |
| Övriga partier | 0,5 %                            |                                  | 270                              |                                  |
| Övriga partier | +0,5 %                           |                                  | +270                             |                                  |
| Valdeltagande | 73,7 %                           |                                  | 53720                            |                                  |
| Valdeltagande | +3,4 %                           |                                  | +7870                            |                                  |
| Kandidater: CON: Theresa May, LDM: Tony Hill, LAB: Pat McDonald, UKIP: Kenneth Wright, BNP: Tim Rait, GRN: Peter Forbes |                                  |                                  |                                  |                                  |